# لوکوو، مونته‌نگرو
لوکوو (به لاتین: Lukovo) یک منطقهٔ مسکونی در مونته‌نگرو است که در شهرداری نیکشیچ واقع شده‌است. لوکوو ۳۰۷ نفر جمعیت دارد.